# اسکایلر گرانت
اسکایلر گرانت (به انگلیسی: Schuyler Grant؛ زاده ۲۹ آوریل ۱۹۷۰) هنرپیشه سابق اهل ایالات متحده آمریکا است.
از فیلم‌ها یا برنامه‌های تلویزیونی که وی در آن نقش داشته‌است می‌توان به آن در گرین گیبلز اشاره کرد.